# Le Beau qui pleut
Albums de Pascal Obispo
Histoires 2 France
(2022) L'archipel des séquelles
(2024)
Singles
1. J'étais pas fait pour le bonheur (avec Giordana Angi)
Sortie : 29 mars 2023
2. Le Beau qui pleut
Sortie : 25 août 2023
3. Comment s'aimer
Sortie : 16 octobre 2023

Le Beau qui pleut est le douzième album studio et quatorzième album du chanteur français Pascal Obispo, sorti le 15 septembre 2023.
Les textes ont été écrits par Pierre-Dominique Burgaud, la musique composée par Pascal Obispo et l'album réalisé et arrangé par Fred Nardin et Max Pinto,,. On retrouve notamment la participation du batteur Manu Katché, du violoncelliste Gautier Capuçon ainsi que deux duos avec Giordana Angi et Alexia Gredy,.

## Liste des pistes
| No  | Titre                                                 | Durée |
| --- | ----------------------------------------------------- | ----- |
| 1.  | Le Beau qui pleut                                     | 3:16  |
| 2.  | J'étais pas fait pour le bonheur (avec Giordana Angi) | 3:01  |
| 3.  | Comment s'aimer                                       | 4:05  |
| 4.  | Les Longueurs (avec Alexia Gredy)                     | 3:39  |
| 5.  | Jamais                                                | 4:11  |
| 6.  | Le Mur                                                | 3:31  |
| 7.  | Le Temps qu'il me reste                               | 4:19  |
| 8.  | J'ai pris ta main                                     | 4:29  |
| 9.  | Presqu'île                                            | 3:23  |
| 10. | Mon piano s'est jeté par la fenêtre                   | 3:59  |
| 11. | Devenir pierre                                        | 3:05  |
| 12. | La Belle Vie qui commence                             | 4:01  |
| 13. | Au fond j'étais heureux                               | 3:22  |
| 14. | Piano-moi                                             | 3:42  |

Ainsi que 3 titres en plus dans le vinyle (entre le titre 13 et 14)
| No  | Titre                        | Durée |
| --- | ---------------------------- | ----- |
| 14. | Pour que les rêves           | 4:26  |
| 15. | La mélancolie des météorites | 3:46  |
| 16. | Au revoir                    | 3:59  |